# Емил Иванов
Емил Василев Иванов (1970), български църковен археолог, преподавател по Християнска археология и изкуство.

## Биография
През 1989 г. завършва Средното специално художествено училище за приложни изкуства в Троян. Следва теология в СУ „Св. Климент Охридски“. 1997 – 2002 г. специализира с докторат по Християнска археология и археология на Късната античност в университета Фридрих Александър в Ерланген – Нюрнберг.
Преподавател във ВТУ „Св. св. Кирил и Методий“ (2002), научен сътрудник в Държавен архив Бамберг 2003 – 2004 („Wichtige Urkunden zu Kloster und Gemeinde Münchaurach“), 2004 – 2009 г. гл. асистент, 2010 – 2016 г. редовен доцент (ВАК) по Църковна археология в СУ „Св. Климент Охридски“. 2009 – 2010 г. специализира в Германския археологически институт в Берлин и Рим. Учредител на магистърска програма по Църковна археология и научната периодика „Християнска археология и изкуство“ (2013 -,).
Член на AGCA Arbeitsgemeinschaft Christliche Archäologie (Bonn, 2010-) и Асоциацията на византинистите и медиевистите в България (София, 2005-), почетен член на Görres-Gesellschaft (Freiburg i.B., 2007-), Christlich-archäologisches Seminar (Marburg, 2013-) и Historisches Kolleg (München, 2014-).
Помощник-ръководител на археологически разкопки (средновековна крепост „Кулата-Градот“ Ракитово, 2009 – 2013); консултант на археологически проучвания (средновековен манастир Урвич, 2011 – 2013; средновековния некропол на Анхиало, 2012); консултант в проекта „Ислямска археология“ на Фотоархив Марбург (2017-).
Гостлектор в университетите в Йена (2006, 2011, 2014), Рим (2007, 2009), Прешов (2011), Берлин (2012), Мюнхен (2013/14), Ерланген (2014), Виенската академия на науките (2012) и Немския археологически институт в Берлин (2010), директор на Югоизточноевропейския-български културен институт (Методиев център) в Елванген (2017-2024).

## Проекти
- „Манастири в Софийска епархия на БПЦ, теренни проучвания“ – СУ „Св. Климент Охридски“ (2005 – 2006)
- Prosopographie zur Christlichen Archäologie“ – РІО, Colleggio di Campo Santo Teutonico (2007 – 2012)
- „Раннохристиянско изкуство в Албания. Приноси към изследването на християнската култура на Балканите“ – СУ „Св. Климент Охридски“ (2011 – 2013)
- „Български приноси в археологическото проучване на Балканите“ (2012)
- „Християнска археология и изкуство“, монографична поредица (2013-,)
- „Корпус на античните саркофази в България“, съвместно с НАИМ БАН (2014-,)
- Корпус на раннохристиянската архитектура в България, съвместно с НАИМ БАН (2015 – 2022)
- Документално проучване по повод 140 юбилей на българо-германските дипломатически отношения (2019)
- Документално проучване на средновековни ръкописи за живота на св. Методий в Държавен архив Бамберг (2020 – 2021)
- Документално проучване архива на акад. прот. Иван Гошев (2007 – 2021)
- Ислямска архитектура и изкуство на Балканите (2019 – 2023)

## Монографии
- Das Bildprogramm im Narthex des Rila-Klosters in Bulgarien unter besond. Berücksichtigung der Wasserweihezyklen. Erlangen 2002.
- Wichtige Urkunden von Kloster und Gemeinde Münchaurach. – Quellen zur Heimatgeschichte, Bd. 5, Aurachtal 2008.
- Фрагменти от миналото. Особености на саркофазната пластика от ІV век, София 2008.
- Балканите и готското арианство през VІ век в исторически и археологически свидетелства. – ГСУ/БФ, т. VІІ, София 2012.
- Раннохристиянско и средновековно изкуство от Албания. – Християнска археология и изкуство, т. 1, София 2013.
- Die Entstehung der kyrillischen Schrift: Epigraphik, Archäologie und Archivquellen. - Християнска археология и изкуство, т. 2, София 2024.
- Kunst und Architektur in Bulgarien vom 4. bis 6. Jh. - Christliche Archäologie und Kunst, Bd. 3, Ellwangen 2025.